# Heinz Schreiber
Heinz Schreiber (* 24. November 1942 in Solingen) ist ein deutscher Politiker der SPD, der er 1963 beitrat.

## Leben
Nach Besuch der Volksschule in Solingen (1949–57) und des Aufbaugymnasiums in Wuppertal-Barmen (1957–63) studierte Schreiber von 1964 bis 1969 Wirtschafts- und Sozialwissenschaften an der Universität zu Köln. Das Studium schloss er mit dem akademischen Grad Diplom-Kaufmann (Dipl.-Kfm.) ab. Zwischen 1970 und 2003 arbeitete er als Dozent an den Heimvolkshochschulen Bergneustadt bzw. Freudenberg (Siegerland) der Friedrich-Ebert-Stiftung. An beiden Orten wurde er mehrfach in den Betriebsrat gewählt.
Von 1970 bis 1972 (sowie von 1994 bis 1999) war Schreiber Mitglied des Rates der Stadt Solingen und von 1975 bis 1978 Mitglied der Bezirksvertretung Solingen-Mitte und Bezirksvorsteher für diesen Stadtbezirk. Zwischen 1972 und 1983 vertrat er in drei Wahlperioden als direkt gewähltes Mitglied des Deutschen Bundestages den Wahlkreis Solingen bzw. (seit 1980) Solingen-Remscheid. Im Bundestag gehörte Schreiber zunächst dem Finanzausschuss, später dem Ausschuss für Raumordnung, Bauwesen und Städtebau an. Für diesen Ausschuss war er Berichterstatter zum Bundeskleingartengesetz (vom 28. Februar 1983).
Von 1977 bis 1979 wurde Schreiber vom Bundestag als Mitglied in das Europäische Parlament entsandt. Von 1984 bis 1989 war er unmittelbar gewähltes Mitglied des Europäischen Parlaments. Dort war Schreiber zunächst Mitglied im Haushaltsausschuss sowie im Ausschuss für soziale Angelegenheiten, Beschäftigung und Bildung, später in den Ausschüssen für Haushaltskontrolle, Regionalpolitik und Raumordnung sowie für Wirtschaft, Währung und Industriepolitik.  
Von 1973 bis 2013 war Schreiber Vorsitzender des Kreisverbandes Solingen der Arbeiterwohlfahrt e.V.
und seit 1979 ist er Mitglied in der Vertreterversammlung der Wohnungsbaugenossenschaft Spar- und Bauverein Solingen eG.